# Västgötaherrarnas uppror
Västgötaherrarnas uppror, Västgötaupproret, Västgötabullret, kallas den resning mot kung Gustav Vasa, som började i april 1529 i norra och västra Småland, för att avsätta kungen och förhindra att den lutherska reformationen genomfördes. 
Upprorets främsta initiativtagare var rikshovmästaren Ture Jönsson (Tre Rosor) och biskopen i Skara Magnus Haraldsson. Till resningen anslöt sig några av rikets råd (Måns Bryntesson (Lilliehöök), Ture Eriksson (Bielke), lagmannen i Värmland Nils Olofsson (Vinge), Tord Bonde, hövitsmannen på Älvsborgs slott Nils Clausen och Axel Nilsson (Posse) samt länsinnehavare i Västergötland (bland andra Harald Knutsson och Mats Kafle).

## Upprorets början
Syftet med upproret var att störta Gustav Vasa från tronen. Till efterträdare åt Gustav ska man ha påtänkt en av de förbundna, Måns Bryntesson (Lilliehöök). Man kunde räkna med hjälp från de många missnöjda munkar och nunnor som strök omkring i landet. Peder Svart uppger att västgötarna mottog den skolmästare som kungen skickade till Skara på följande sätt:
| ” | Han hade begynt läsa i skolan och utlägga Mattei evangelium. Därföre vidtalade biskopen och andre, som voro av samme ullen, djäknarne, att de skulle göra honom dörren trång. Vilket också skedde. De gode bröder voro där intet nödige till. När han kom in, viljandes läsa, sprang upp menige hopen med stenar och kastyxor, begynte en sådan lek, att den fromme mannen tackade Gud, han kom ut igenom dörren. | „ |

Upproret började i Småland där Jönköpings borgmästare Nils Arvidsson ställde sig i spetsen. Kungens syster Margareta, som var på återresa, hade stoppats och blivit fängslad i Jönköping och kort dessförinnan slogs kungens fogde i Nydala kloster ihjäl. De upproriska höll sammankomster i Svenarum 4 april 1529 och i Lekeryd 8 april. Därifrån skrev de till både östgötar och västgötar att sluta sig till upproret. I Tiveden besatte 1 000 västgötabönder passet vid Hova och hindrade kungens kommunikation med de upproriska provinserna. Holger Karlsson (Gera) och Magnus Johansson (Natt och Dag) samt representanter för domkapitlet i Linköping och städerna i Östergötland deltog vid mötet i Lekeryd och avrådde där bestämt från uppror.
Vid ett möte i Larvs prästgård 20 april uppsade västgötaherrarna Gustav Vasa tro och lydnad, och skickade ut uppmaningar till uppror till Dalarna, Värmland, Hälsingland, Gästrikland och Uppland. De meddelade sin föresats att "med liv och makt vara på hans argesta och värsta" och uppmanade dem att göra likadant, straffa kungen och hans lutherska anhang, slå ihjäl hans fogdar och liknande.

## Kungen tar initiativet
Gustav Vasa tog snabbt initiativet. Den 6 april skickade han ett brev till östgötarna, där han varnade dem för att delta i upproret och uppmanade dem att hjälpa till att befria hans kära syster Margareta, som hölls fången av smålänningarna. Den 16 april sände han till smålänningarna ett brev, där han tackade dem för att de tagit hans syster under sitt beskydd, och förklarade att den ihjälslagna fogden kunde ha sig själv att skylla om han överskridit kungens befallning, men förmanade dem samtidigt från att försöka ta lagen i egna händer. Samtidigt skickade han brev och budbärare till övriga provinser för att lugna stämningen där och lyckades hindra upprorets spridande. Medan han rustade försökte han visa sig beredd att förhandla med bönderna om deras klagomål, och gjorde dem benägna att förhandla.
Kungen förmanade faderligt och ömt och lovade mycket åt dem som ville förbli trogna. Han eftergav skatter och lovade att allmogen skulle få förbli "vid gammalt och fornt". De skulle få ha så många kyrkor och kloster som de själva önskade, och inga pengar eller värdesaker skulle tas från kyrkorna. Detta hindrade dock inte kungen från att samtidigt begära en guldkalk från Uppsala domkyrka som "tillbörlig skänk", dock i största hemlighet.
Adelsmännen tvingades 25 april på ett nytt sammanträde med allmogen i Västergötland att författa ett underkastelseförslag, där en rad punkter ställdes upp som kungen hade att gå med på, varvid upproret skulle upphöra. I kungens svar av den 6 maj sade han sig vara benägen att förhandla om upprorsmännens punkter. Indirekt innehöll det samtidigt hot mot upprorets adliga ledare att dessa skulle kunna komma att straffas. Därmed slogs en kil in mellan bönderna och västgötaadeln. Ture Jönsson och biskop Magnus, som nu såg saken förlorad, tog tillfället i akt och flydde till Danmark och därifrån till kung Kristian II. Den 9 maj skickade Gustav Vasa stadfästelse av Broddetorpsavtalet, och samtidigt brev till Måns Bryntesson och Ture Eriksson, där de lovades amnesti om de såg till att infånga Ture Jönsson och biskop Magnus, vars flykt blivit känd för kungen. Till Ture Jönsson och Magnus Haraldsson skickade han samtidigt ett brev, ett brev han fick då han befann sig i Halmstad, där kungen lovade honom allt förlåtet, bara han återvände. De båda skrev 30 maj ett artigt brev, där de avslog kungens inbjudan om återkomst. Gustav Vasa gjorde flera försök hos den danske kungen att få dem utlämnade, men förgäves.
Domprosten Jöran Turesson (Tre Rosor), Ture Jönssons son, gjorde under tiden sitt bästa att försöka resa allmogen i norra Sverige. Med ett antal ryttare drog han till sin sätesgård Björnö i Frötuna socken. Här värvade han ett antal bönder till knektar och gjorde förhuggningar i skogen, reda att försvara sig. Gustav Vasa skrev brev även till honom, förklarande sig att han endast trodde honom ha flytt av rädsla för att kungen skulle tro att han hade varit delaktig i faderns uppror. Om han som sina bröder gav sig till kungen skulle han inte ha något att frukta. Jöran Turesson litade dock inte på kungens ord, utan drog till Hälsingland. Här attackerade och tillfångatog han tillsammans med kyrkoherden i Bollnäs, herr Jon, kungens fogde. Ganska snart infångades dock de båda upproriska av kungatrogna trupper. Jöran Turesson inspärrades på Uppsala slott, men återfick efter några års fångenskap sin frihet.

## Efterspel
Måns Bryntesson och Ture Eriksson, som var ivriga att återvinna kungens gunst, intog för kungens räkning Lindholmens gård, som tillhörde Ture Jönsson, och hoppades därigenom kunna återvinna kungens förtroende. På riksdagen i Strängnäs 1529 i juni ställdes de tre riksråden inför en särskild domstol. Kungen bad dem först bekänna sig skyldiga till förräderi, och de förklarade sig då oskyldiga. Kungen kom då att uppvisa det brev där de uppsade kungen tro och lydnad. Nu bad de alla om nåd, men nu var det för sent. Måns Bryntesson och Nils Olofsson (Vinge) dömdes till döden och avrättades. Ture Eriksson (Bielke) fick nåd, eftersom hans mor bad för hans liv. Istället fick han böta 2 000 gyllen. Bland annat fick Axel Posse böta ett kredenskar i silver och två hästar, bonden Nils i Valstad, som fört befälet över allmogen vid Hova, fick böta 20 oxar. Även kyrkoherden i Bollnäs herr Jon undkom med dryga böter. En borgare i Stockholm som stött de upproriska med pengar fick betala 1 000 mark och två hus till kungen. Adelsmännen från Västergötland avlade en ny och bindande trohetsed. De upproriska i Småland, där resningen först brutit ut, blev benådade.